# Allyn Joslyn
Allyn Morgan Joslyn (* 21. Juli 1901 in Milford, Pennsylvania; † 21. Januar 1981 in Woodland Hills, Los Angeles, Kalifornien) war ein US-amerikanischer Theater- und Filmschauspieler.

## Leben
Allyn Joslyn kam in Pennsylvania als Sohn eines Bergbauingenieurs und einer Krankenschwester zur Welt. Er wuchs in New York City auf und besuchte dann eine Militärschule, die Philadelphia’s Chestnut Hill Academy, von der er im Alter von 16 Jahren abging. Anschließend arbeitete er sechs Monate lang als Bürogehilfe, doch zog es ihn, auch aufgrund der Ermutigung seiner Mutter, zum Theater hin. Ab 1918 trat er als Schauspieler regelmäßig am Broadway auf. Im Zuge der Weltwirtschaftskrise verdiente er sich ab Ende der 1920er Jahre als assistierender Inspizient etwas dazu und auch beim Hörfunk war er fortan mit mehr als 3.500 Radioauftritten überaus aktiv.
Nach Einsätzen in mehreren Theaterflops war es schließlich seine Hauptrolle in George Abbotts erfolgreichem Broadway-Stück Boy Meets Girl, in die er Mitte der 1930er Jahre 669 Mal schlüpfte, die Hollywood auf ihn aufmerksam werden ließ. Regisseur Mervyn LeRoy sah ihn auf der Bühne und nahm ihn für zwei Filme unter Vertrag. So kam Joslyn zu seinem ersten Leinwandauftritt in der Rolle eines skrupellosen Zeitungsreporters in LeRoys Gerichtsdrama They Won’t Forget, in dem auch die junge Lana Turner ihr Filmdebüt gab. Es folgten Nebenrollen in Filmen wie Frank Borzages Filmdrama Brennendes Feuer der Leidenschaft (1938) und Howard Hawks’ Fliegerfilm S.O.S. Feuer an Bord (1939). In den 1940er Jahren kam Joslyn vornehmlich in Filmkomödien wie Ernst Lubitschs Ein himmlischer Sünder (1943) zum Einsatz und verkörperte dabei häufig Reporter oder den Rivalen des Hauptdarstellers um die Gunst einer Frau. Auch am Theater war er weiterhin als Darsteller tätig.
Von 1941 bis 1944 spielte er den Mortimer Brewster in 1444 Broadway-Aufführungen von Joseph Kesselrings schwarzer Komödie Arsenic and Old Lace, die Frank Capra 1944 unter dem gleichen Titel mit Cary Grant in der Hauptrolle verfilmte. Ab 1953 trat Joslyn in zahlreichen Fernsehspielen und Fernsehserien auf, darunter die Sitcoms Where’s Raymond?, The Eve Arden Show und McKeever and the Colonel, in denen vor allem sein Talent für Slapstick-Einlagen zum Tragen kam.
Mit der Theaterschauspielerin Dorothy Yockel, mit der er von 1935 bis zu ihrem Tod im Jahr 1978 verheiratet war, hatte Joslyn eine Tochter, die Psychologin Linda May Joslyn. Nach einer missglückten Operation verbrachte Allyn Joslyn seine letzten fünf Lebensjahre als Invalide. Er starb 1981 im Alter von 79 Jahren im Motion Picture & Television Country House and Hospital in Woodland Hills an Herzversagen. Sein Grab befindet sich im Forest Lawn Memorial Park in Los Angeles.

## Filmografie (Auswahl)
- 1937: They Won’t Forget
- 1937: Expensive Husbands
- 1937: Hollywood Hotel
- 1938: Brennendes Feuer der Leidenschaft (The Shining Hour)
- 1938: Singende Herzen (Sweethearts)
- 1939: Cafe Society
- 1939: S.O.S. Feuer an Bord (Only Angels Have Wings)
- 1939: Fast and Furious
- 1940: If I Had My Way
- 1940: Der große McGinty (The Great McGinty)
- 1940: Keine Zeit für Komödie (No Time for Comedy)
- 1940: Spring Parade
- 1940: This Thing Called Love
- 1941: I Wake Up Screaming
- 1941: Bedtime Story
- 1942: The Wife Takes a Flyer
- 1942: The Affairs of Martha
- 1942: Meine Schwester Ellen (My Sister Eileen)
- 1943: Immortal Sergeant
- 1943: Young Ideas
- 1943: Ein himmlischer Sünder (Heaven Can Wait)
- 1943: Dangerous Blondes
- 1944: The Impostor
- 1944: Bride by Mistake
- 1944: Sweet and Low-Down
- 1944: Strange Affair
- 1945: Der Engel mit der Trompete (The Horn Blows at Midnight)
- 1945: Junior Miss
- 1946: Colonel Effingham’s Raid
- 1946: It Shouldn’t Happen to a Dog
- 1946: Sambafieber (The Thrill of Brazil)
- 1947: The Shocking Miss Pilgrim
- 1948: If You Knew Susie
- 1948: Erbe des Henkers (Moonrise)
- 1949: Glück in Seenot (The Lady Takes a Sailor)
- 1950: Die Lügnerin (Harriet Craig)
- 1951: As Young as You Feel
- 1952: Jazz Singer (The Jazz Singer)
- 1953: Fotograf aus Liebe (I Love Melvin)
- 1953: Der Untergang der Titanic (Titanic)
- 1953: Das letzte Signal (Island in the Sky)
- 1953–1954: Where’s Raymond? (TV-Serie, sieben Folgen)
- 1956: Die erste Kugel trifft (The Fastest Gun Alive)
- 1956: Ohne Liebe geht es nicht (You Can’t Run Away from It)
- 1957: Rindvieh Nr. 1 (Public Pigeon No. One)
- 1957–1958: The Eve Arden Show (TV-Serie, neun Folgen)
- 1959: Alfred Hitchcock präsentiert (Alfred Hitchcock Presents) (TV-Serie, eine Folge)
- 1959: Gold in Alaska (The Alaskans) (TV-Serie, eine Folge)
- 1960: Rauchende Colts (Gunsmoke) (TV-Serie, eine Folge)
- 1961: Ein Fall für Michael Shayne (Michael Shayne) (TV-Serie, eine Folge)
- 1961: Have Gun – Will Travel (TV-Serie, eine Folge)
- 1961: Harrington und Sohn (Harrigan and Son) (TV-Serie, eine Folge)
- 1962: Die Unbestechlichen (The Untouchables) (TV-Serie, eine Folge)
- 1962–1963: McKeever and the Colonel (TV-Serie, 26 Folgen)
- 1964: Tausend Meilen Staub (Rawhide) (TV-Serie, eine Folge)
- 1964: Meine drei Söhne (My Three Sons) (TV-Serie, eine Folge)
- 1964–1966: The Addams Family (TV-Serie, drei Folgen)
- 1965: Hetzjagd in Ketten (Nightmare in the Sun)
- 1965: F Troop (TV-Serie, eine Folge)
- 1973: The Brothers O’Toole